# Bad Rothenfelde
Bad Rothenfelde là một đô thị của and health resort huyện Osnabrück, bang Niedersachsen, Đức. Đô thị này có diện tích 18,19 km². Đô thị này nằm ở rừng Teutoburg, cự ly khoảng 20 km về phía đông nam của Osnabrück, giữa Hilter và Dissen.